# Jurassic Park III.
A Jurassic Park III. 2001-es amerikai science-fiction, Az elveszett világ: Jurassic Park című film folytatása. Ez a Jurassic Park filmsorozat harmadik része. A három Jurassic Park film közül ez az egyetlen, melyet nem Steven Spielberg rendezett, csak producerként szerepelt benne. A film forgatókönyve az eddigiektől eltérően nem Michael Crichton egyik regényének feldolgozása, de több eddig kihagyott elemet is átvesz a könyvekből (pl. a madárházas jelenetet).
Az USA-ban 2001. július 18-án került bemutatásra.

## Cselekmény
|  | Alább a cselekmény részletei következnek! |

Eric Kirby siklóernyős túrán vesz részt, azonban az őt vontató hajó balesetet szenved. Eric és jövendőbeli mostohaapja így kényszerleszállást hajt végre Isla Sornán, az InGen cég kísérleti szigetén. Alan Grant (Sam Neill) továbbra is ásatásokon dolgozik. Ellie Sattler (Laura Dern) házas, gyermeke van.
Két milliárdos, Paul (William H. Macy) és Amanda Kirby (Téa Leoni) felbéreli Alant, hogy legyen az idegenvezetőjük egy Isla Sorna feletti repülőút során. Alan először nemet mond, de miután ígéretet kap arra, hogy finanszírozzák a további ásatásait, beleegyezik tanítványával, Billyvel (Alessandro Nivola) együtt. Azonban a megbeszélt tervvel ellentétben a repülőgépük váratlanul leszáll a szigeten. Kiderül, hogy Paul és Amanda nem is gazdagok, csupán elveszett fiukat akarják megtalálni. A kezdeti kutatást rövid időn belül egy Spinosaurus zavarja meg, majd üldözőbe veszi őket. Felszállás közben a repülőgép lezuhan, így mindannyian a szigeten rekednek. Az erdőben a Spinosaurus összetalálkozik egy Tyrannosaurusszal, melyet megtámad és le is győz. Az emberek elmenekülnek. Próbálnak telefont keresni egy laborban, de raptorokkal találkoznak. Korábban, Billy által elopott tojásaikat követelnék vissza. Megtalálják Ericet is, aki már nyolc hete él a szigeten. Közösen indulnak el a tengerpart felé, hogy biztonságba kerüljenek. Útközben kereszteznek egy hatalmas madárházat, ahol Pteranodonok élnek. A partot elérve sikerül Grantnak felhívnia Elliet, akinek külügyes férje mentőcsapatot küld a szigetre.

## Szereplők
| Szereplő          | Színész             | Magyar hang         |
| ----------------- | ------------------- | ------------------- |
| Dr. Alan Grant    | Sam Neill           | Dörner György       |
| Paul Kirby        | William H. Macy     | László Zsolt        |
| Amanda Kirby      | Téa Leoni           | Zakariás Éva        |
| Billy Brennan     | Alessandro Nivola   | Bartucz Attila      |
| Erik Kirby        | Trevor Morgan       | Czető Roland        |
| Mr. Udesky        | Michael Jeter       | Rudas István        |
| Cooper            | John Diehl          | Kapácsy Miklós      |
| M.B. Nash         | Bruce A. Young      | Gesztesi Károly     |
| Dr. Ellie Sattler | Laura Dern          | Spilák Klára        |
| Mark Degler       | Taylor Nichols      | Hajdu István        |
| Ben Hildebrand    | Mark Harelik        | Rékai Nándor        |
| Enrique Cardoso   | Julio Oscar Mechoso | Barabás Kiss Zoltán |
| Charlie           | Blake Michael Bryan | Czető Ádám          |

## Dinoszauruszok a filmben
- Triceratops horridus horridus
- Brachiosaurus brancai brancai
- Spinosaurus aegyptiacus robustus
- Tyrannosaurus rex rex
- Velociraptor antirrhopus sornaensis
- Parasaurolophus walkeri androgers
- Corythosaurus casuarius casuarius
- Ankylosaurus magniventris magniventris
- Compsognathus longipes longipes
- Stegosaurus stenops gigas
- Pteranodon longiceps hippocratesi
- Ceratosaurus nasicornis nasicornis

## Fogadtatás
A film számos negatív kritikát kapott, a Rotten-tomatoes oldalon mindössze 49%-ot. A filmet jelölték a Saturn-díj-ra a legjobb tudományos-fantasztikus film és a legjobb speciális effektek kategóriában.
Továbbá jelölték még az Arany Málna díjra is a Legrosszabb remake vagy folytatás kategóriában.